# La Musicalité
La Musicalité es un grupo de pop y pop rock originario de Mallorca, España, fundado en 1999.

## Historia
Su trayectoria en el mundo de la música comenzó en 1999. Ese año, Jaime y Óscar se presentaron a un concurso llamado "Pop-rock de las Islas Baleares", bajo el nombre de La Musicalité. Al finalizar el concurso, conocieron a Marc y Jaume quienes se convirtieron en los dos últimos componentes del grupo.
En el 2001, la banda firmó un contrato discográfico con Sony Music y sacaron al mercado un EP titulado "Tonada desde ti" con tres temas.
En el verano de 2003, deciden dejar todo en su tierra, Mallorca, y migran a Madrid buscando una salida para su música. En octubre, ya en la capital, el grupo sigue realizando actuaciones en directo con cada vez más éxito. Entonces, el grupo se presenta al concurso Artistas en ruta y lo ganan. Esto les permitió tocar por todo el país. En uno de sus conciertos en Madrid el reconocido productor Paco Ortega se interesa por la banda y firman su segundo contrato discográfico con el llamado "El Pescador de Estrellas", la compañía de Paco Ortega.
El 25 de abril de 2005 salió a la venta su primer álbum de estudio y segundo disco titulado "Este juego", un disco que contiene 12 temas, que se podrían etiquetar como un variado pop rock, donde combinan baladas a medio tiempo con canciones de un corte más roquero, sonidos acústicos y voces que con sus melodías superaron las 15.000 copias vendidas.[cita requerida] Brisa fue su primer éxito en las radiofórmulas más importantes.
El 16 de abril de 2007 salió a la venta su segundo trabajo titulado "Insomnio”. La banda decidió tener en cuenta la opinión de sus fanes para decidir qué canciones elegirían para su segundo disco: "Nos encantó invitar a toda esa gente a casa para que escucharan las 20 canciones que más nos gustaban, y lo mejor fue comprobar que coincidíamos con ellos en casi todo". Las 16 canciones más votadas por la gente fueron las elegidas para el disco. Ellos reconocieron que incluyeron cosas nuevas: "Siempre que terminábamos un concierto la gente nos sorprendía diciéndonos que les gustaba más el directo que el disco, y para este nuevo álbum hemos intentado plasmar esa energía que transmiten nuestros directos. Además, hay dos canciones en la que nos acompaña toda una sinfónica, y eso es algo que siempre nos había hecho mucha ilusión". Con la gira Insomnio realizaron más de 80 conciertos en todo el país.[cita requerida]
En 2009 crearon su propia compañía discográfica.[cita requerida] En noviembre de ese mismo año lanzaron 4 elementos, el que fue su tercer disco de estudio y que inicialmente solo se podía comprar desde su página web. Para esta ocasión el grupo contó con el productor Dani Alcover, quien trabajó con artistas como Dover, La Cabra Mecánica, Pignoise, Amparanoia, entre otros. 4 elementos es la canción de presentación de este disco. Para la grabación del videoclip, el grupo contó con la colaboración de la actriz Amaia Salamanca. Una canción que se convertiría posteriormente en la sintonía de la serie La pecera de Eva (Telecinco). 
En 2010, el grupo ficha por Warner Music Spain. Desde el 5 de mayo del mismo año, su último disco 4 elementos, salió a la venta en tiendas. En ese mismo año, el grupo realizó una versión de la canción "4 Elementos" con la banda El sueño de Morfeo. El 8 de noviembre de 2011, el disco fue reeditado en una edición de coleccionista. Esta incluyó su primer sencillo con "El sueño de Morfeo", "Mala sangre" con David Summers y "Soledad en mí", junto a Dylan Ferro de Taxi y Diego Martín, además de un making-of, los videoclips de sus sencillos y un documental llamado "Un rato con La Musicalité". El 9 de junio de 2011, el grupo realizó su primer concierto por internet en directo, retransmitido por streaming desde la plataforma de conciertos de eMe.
El 19 de julio de 2012 se estrenó el sencillo del nuevo disco. La canción se tituló Última noche en la Tierra, un tema con el que demuestran una vez más su facilidad para evolucionar, innovar y sorprender. La fuerza de la banda mallorquina y su capacidad para reinventarse parece no tener límites. El videoclip realizado por Pedro Castro -que también dirigió vídeos para Maná, Bon Jovi, Kings of Leon, Alejandro Sanz, etc.- contó con la producción de Ulula Films (L.A.) consiguiendo mostrarles como lo que son: una gran banda.
El 9 de octubre de 2012 salió a la venta Significado, su cuarto álbum, con un sonido más rítmico de lo habitual. El disco fue producido y mezclado por Dani Alcover. A principios de 2014 estrenaron "Sin palabras", primer sencillo del que sería su nuevo álbum, "6", que publicaron en septiembre junto al videoclip del segundo sencillo del álbum: "Bailando en la oscuridad".
En junio de 2016, publican "La Musicalité", su séptimo álbum, grabado en directo y producido por Atresmedia Música.

## Discografía

### Álbumes
- 2001: Tonada desde ti (EP)
- 2005: Este Juego
- 2006: Insomnio
- 2009: 4 Elementos
- 2012: Significado
- 2014: 6
- 2016: La Musicalité.

### Sencillos
- 2005: Te miro.
- 2005: Brisa.
- 2009: 4 Elementos (con El Sueño de Morfeo).
- 2012: Última noche en la Tierra.
- 2014: Sin Palabras / Bailando en la oscuridad.